# Museo Willet-Holthuysen

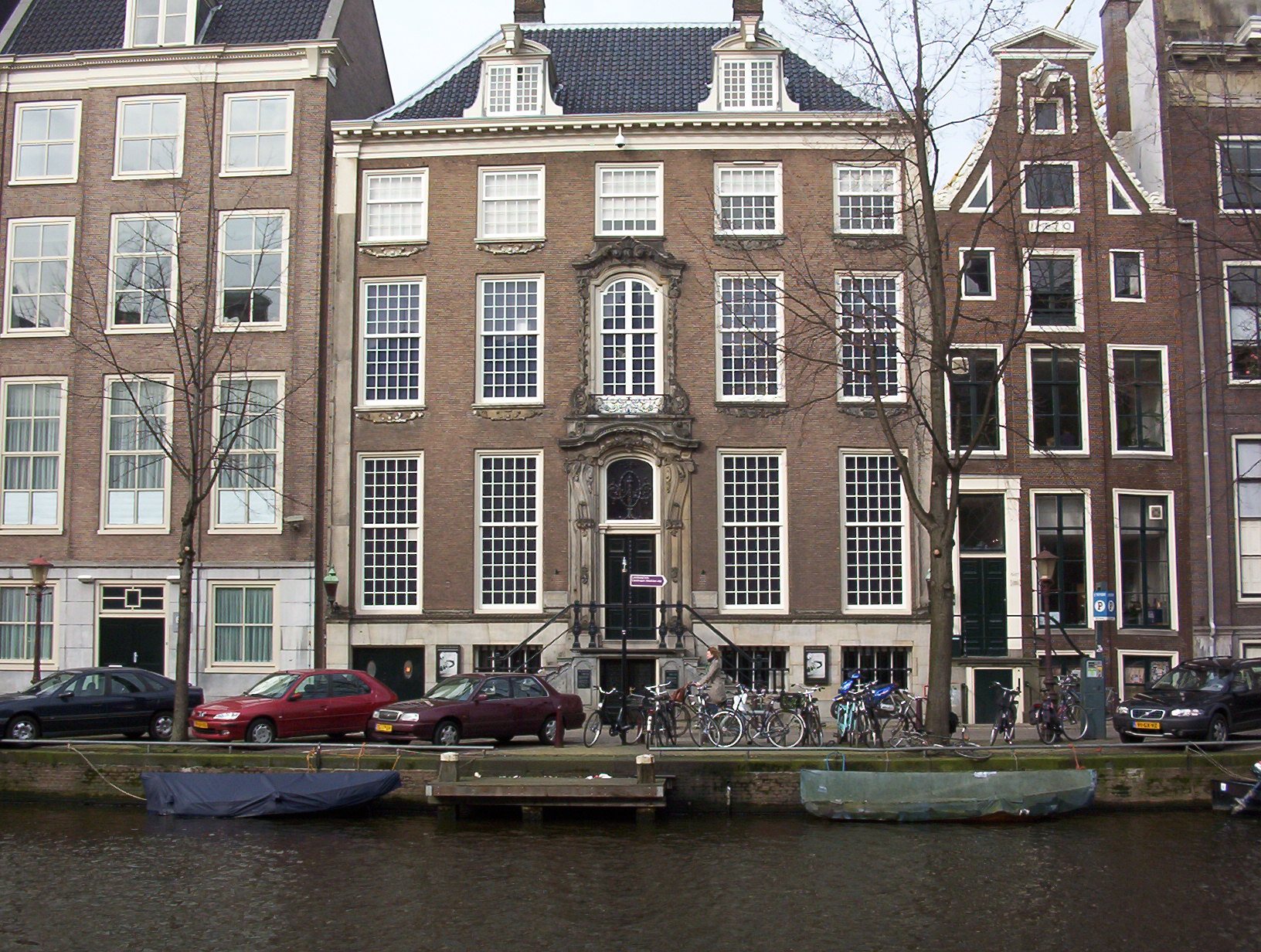
Veduta sul canale Herengracht

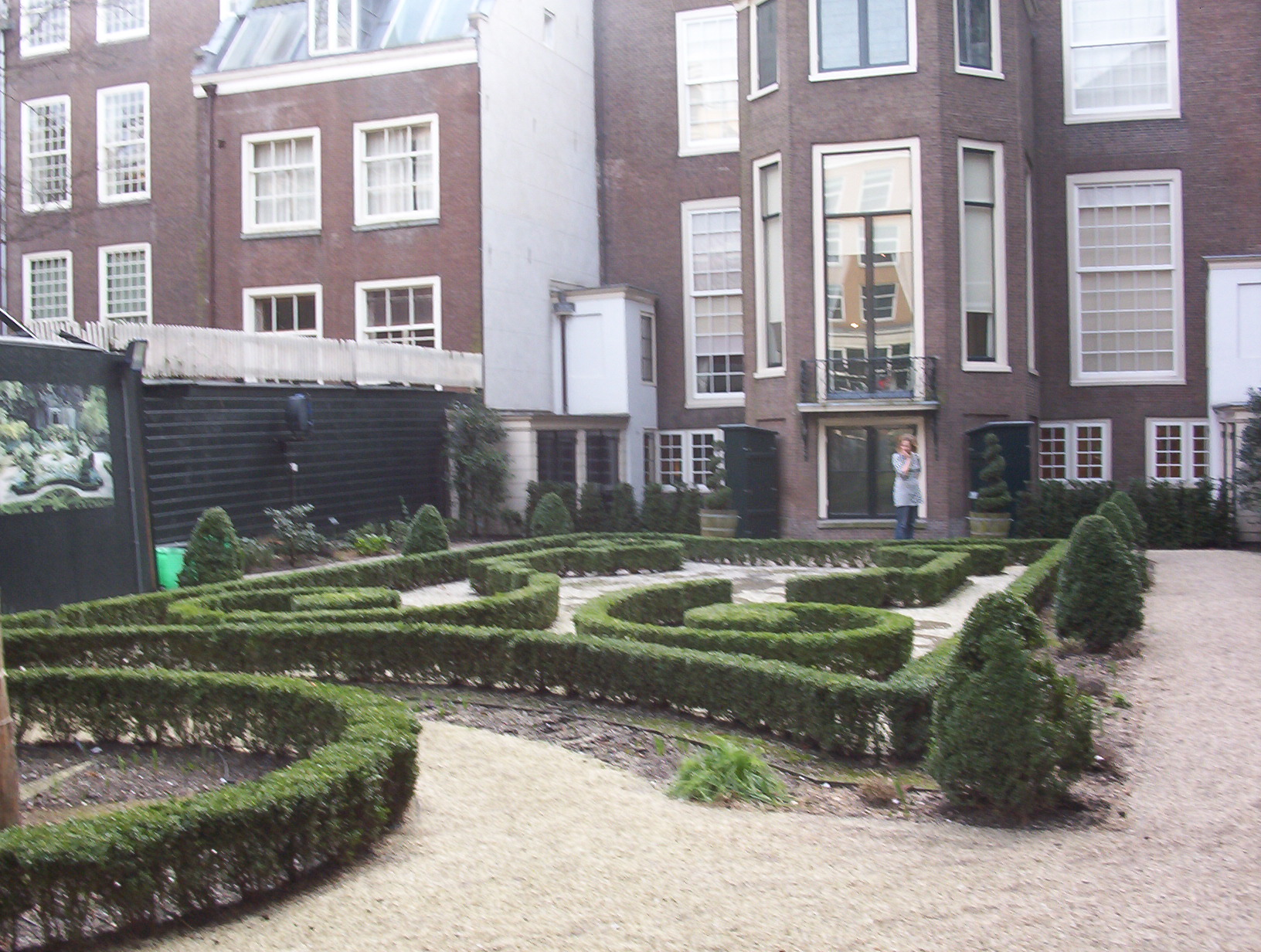
Il giardino

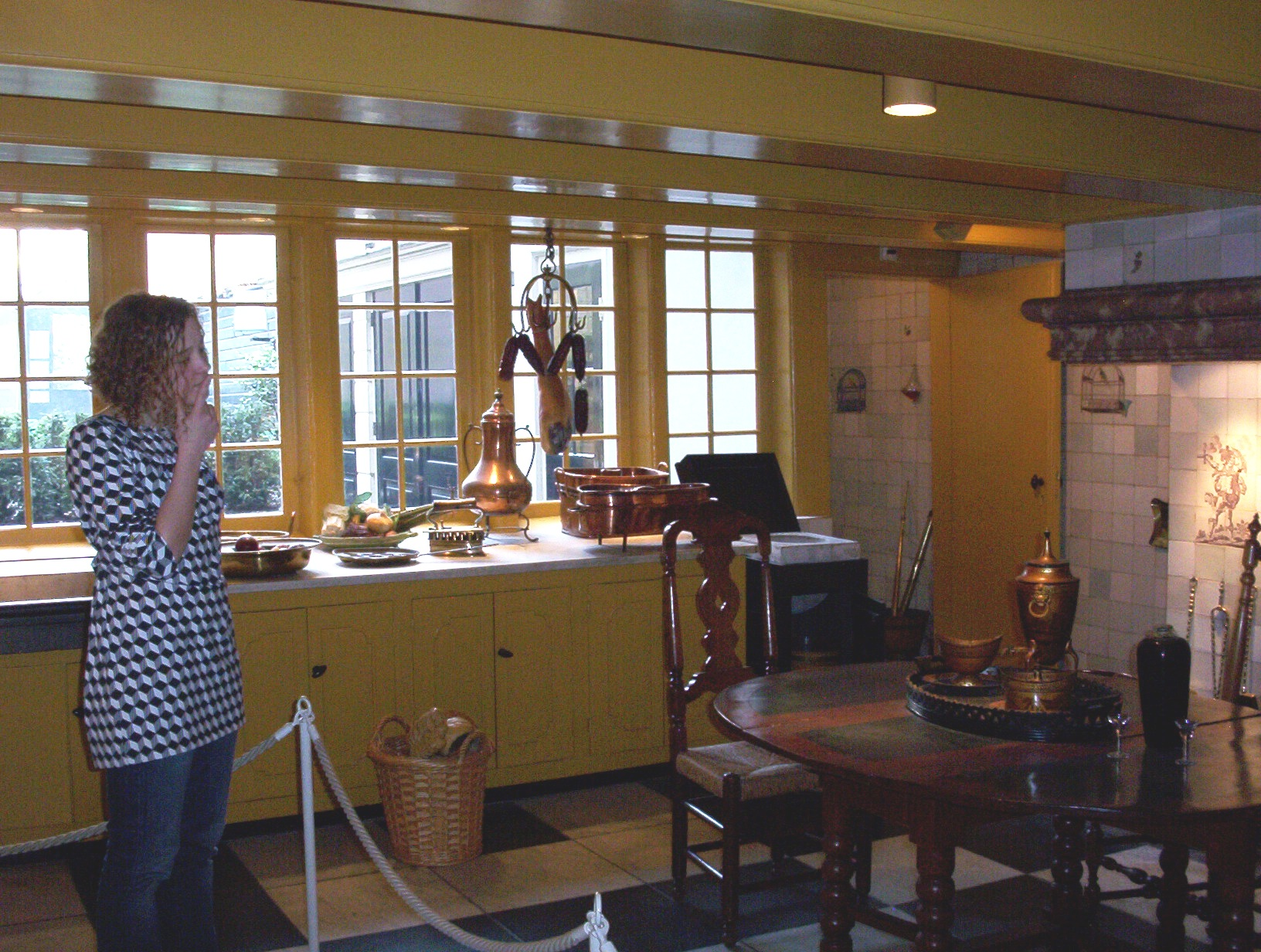
La cucina

Il Museo Willet-Holthuysen (Museum Willet-Holthuysen) è una casa museo del centro di Amsterdam, situata lungo il canale Herengracht (“Canale dei signori”).

Il museo, inaugurato nel 1962  e collocato in un edificio risalente al 1685, offre uno “spaccato” di vita in una casa signorile della capitale olandese tra il Settecento e l'Ottocento.
Il museo prende il nome dagli ultimi proprietari dell'edificio, i coniugi Abraham Willet e Sandrina Louisa Geertruida Holthuysen, collezionisti di dipinti, cristalli, argenteria, porcellane, ecc., i quali, privi di eredi, donarono la casa al comune di Amsterdam nel 1895, perché ne facessero un museo.
In precedenza, la casa fu proprietà di signori appartenenti alle più ricche famiglie della città, come Jacob Hop, Isabella Hooft, Jean Deutz van Assendelft, Willem Gideon Deutz e Pietre Gerard Holthuysen (1788 – 1858; commerciante di vetro e magnate del carbone, nonché padre di Sandrina Louisa Geertruida Holthysen.

## Ubicazione
Il museo si trova al nr. 605 di Herengracht, nella cosiddetta “Cerchia dei Canali Est” (detta anche “Cerchia dei Canali Sud”), nei pressi di Rembrandtplein e non lontano dal Quartiere Ebraico (con Waterlooplein, la Sinagoga Portoghese e lo Joods Historisch Museum) e dai celebri ponti Blauwbrug e Magere Brug.

## Caratteristiche
Nel Museo Willet-Holthuysen si trova una vasta collezione di mobili, argenteria, oggetti in porcellana e ceramica, libri, ecc.